# Vologne
Vologne (franska: [vɔlɔɲ]) är en 50 km lång flod i departementet Vosges i Frankrike. Det är en höger biflod till Mosel. Dess källa är i Vogeserna, på den nordvästra sluttningen av Hohneck. Den rinner genom sjöarna Retournemer och Longemer och passerar byarna Xonrupt-Longemer, Granges-sur-Vologne, Lépanges-sur-Vologne och Docelles, och den rinner slutligen ut i Mosel i Pouxeux.